# Hijos de la medianoche
Hijos de la medianoche (título original en inglés, Midnight's Children) es un libro del año 1980, escrito por Salman Rushdie que trata de la transición de la India del colonialismo británico a la independencia y la partición de la India británica. Está considerada un ejemplo de literatura poscolonial y realismo mágico. Narra la historia su principal protagonista, Saleem Sinai, y se ambienta en el contexto de acontecimientos históricos reales y con ficción histórica.
Hijos de la medianoche ganó tanto el Booker Prize como el James Tait Black Memorial Prize en 1981. Fue reconocida con el Premio "Booker of Bookers" y el premio al mejor ganador de todos los tiempos en 1993 y 2008 para conmemorar los aniversarios 25.º y 40.º del Premio Booker. En 2003, la novela fue incluida en la encuesta de la BBC The Big Read. También fue añadida a la lista Great Books of the 20th Century, publicada por Penguin Books.

## Personajes
Saleem Sinai : Es el protagonista y narrador; un telépata con una enorme y en constante goteo de nariz, que nace en el momento exacto en que la India se independiza y él crecía en una familia próspera en Bombay. Le refiere indistintamente como la nariz, mocos en referencia a la nariz;  mancha en la cara en referencia de mancha de nacimiento; calvo en referencia a la calvicie ya que el pelo se le retiró en la escuela; y el buda durante el tiempo que pierde la memoria. Más tarde se desarrolla un sentido extremadamente sensible del olfato,lo que le permite encontrarse con los otros hijos de la medianoche y crear la Conferencia de los hijos de la medianoche. Es sordo de un oído, debido a un golpe recibido de su padre, y ha perdido la punta de un dedo en un incidente. Todos los acontecimientos principales de su vida corresponden a importantes acontecimientos políticos de la historia de la India.
Padma Mangroli:  Ella es el amor de Saleem y eventualmente, su prometida. Padma desempeña el papel del oyente en la estructura de la narración de la novela . Ella es la audiencia de la narrativa de Saleem. Con los antebrazos fuertes y peludos.
Shiva: Es un chico que nace en el mismo momento que Saleem. Él es el verdadero hijo biológico de Ahmed y Amina Sinai. Él se cambió en el nacimiento con Saleem. Shiva crecía en la pobreza extrema. Shiva posee una sorprendente capacidad para luchar. Él tiene un par de rodillas enormes y poderosas, él es las rodillas en la profecía de ‘’las rodillas y la nariz’’(que representa a Shiva y Saleem y simboliza el poder especial de cada niño). Shiva es poseedor de rodillas grandes. Shiva es un guerrero. Él representa el lado alternativo de la India: pobres e hindúes. Su capacidad de lucha le hace un héroe de guerra.
Parvati the witch(la bruja) : Una bruja de verdad, y, al igual que Saleem, uno de los nacidos en el momento de la independencia de la India. Parvati es el aliado del Saleem niño. Y más tarde se hace su esposa. A pesar de sus poderes fantásticos, ella es incapaz de hacer que Saleem se enamore de ella y, como resultado, se embarca en una aventura con Shiva que resulta en un niño. En la religión hindú, Parvati es la consorte de Shiva.
Sam Manekshaw : Es el comandante del ejército indio en la rendición de Daca. Era un antiguo colega de Tiger Niazi en el ejército colonial británico.

## El trasfondo histórico y resumen
La novela es una alegoría de los eventos de la India. El protagonista y narrador de la historia es Saleem Sinai, nacido en el momento exacto en que la India se convertía en un país independiente. Él nació con poderes telepáticos.
La novela se divide en tres libros:
La historia de Saleem comienza en Cachemira, treinta y dos años antes de su cumpleaños, en 1915, con su familia, particularmente con los acontecimientos que condujo a la independencia y partición de India. Saleem nace precisamente a la medianoche, el 15 de agosto de 1947, por lo tanto, en el momento cuando la India obtuvo la independencia Luego, se descubre que todos los niños nacidos en la India entre las doce y a la una de la mañana en esa fecha están imbuidos con poderes especiales. Saleem, usando sus poderes telepáticos, monta una conferencia de hijos de la medianoche, que refleja los problemas que la India enfrentaba en su condición de estado primerizo, todos ellos relativos a las diferencias culturales, lingǘísticas, religiosas y políticas que se encuentran en una nación muy diversa. Saleem actúa como un conducto telepático, que conecta cientos de niños disparados geográficamente y al mismo tiempo trata de descubrir los significados de sus poderes especiales. Shiva y Parvati son dos de estos niños con dones notables papeles en la historia de Saleem.
Mientras tanto, la familia de Saleem comienza una serie de la migraciones, derivadas de las guerras numerosas que infestan el subcontinente. Saleem pierde su memoria y sus poderes telepáticos en una operación. Durante este tiempo, él también sufre amnesia hasta que se exilia en la selva de Sundarbans,  donde él recupera toda su memoria. Él se involucró en las protestas contra la ‘’limpieza’’ de la barriada Jama Masjid y el periodo de emergencia proclamada (de 1975 a 1977). Por un tiempo, Saleem fue detenido como preso político. La señal de emergencia es el fin de la fuerza de los hijos de la medianoche. El día de su trigésimo primer cumpleaños,  Saleem decide casarse con Padma, el mismo día que se celebra el trigésimo primer aniversario de la independencia de la India. Al final, escribe una crónica – de una nación joven con su hijo en mente.

## Temas más importantes
En la novela, la técnica del realismo mágico encuentra expresión libre. La historia se mueve en partes diferentes del subcontinente Indio desde Cachemira a Agra a Bombay (ahora Mumbai), Lahore, Daca.
Hijos de la medianoche es similar al ensayo de Nicolas Stewart El mágico real. La novela consiste en un cuento que nos presenta la vida  –narrada oralmente por Saleem Sinai a  su esposa Padma. Esta narrativa autorreferencial recuerda la cultura indígena de India, similar al relato Noches árabes. La novela entrelaza caracteres de la India y de occidente con el trasfondo de la historia de la India postcolonial y que examina el efecto de las culturas indígenas y no indígenas en la mente de India a la luz de su Independencia.

## Película
En 2003, la compañía teatral Royal Shakespeare Company adaptó la novela.
En 2012, la cineasta Deepa Mehta colaboró con Salman Rushdie en una nueva versión de la historia, la película Hijos de la medianoche. El actor británico-indio Satya Bhabha interpretó el papel del telépata Salim Sinaí, mientras que los otros papeles fueron interpretados por actores indios. La película fue estrenada en septiembre de 2012.

## Reseña
La novela ganó el Booker prize y el James Tait Prize en 1981. Fue galardonada con el premio “Booker of Bookers” en dos ocasiones, en 1993 y 2008. En 2003, la novela fue incluida en la encuesta de la BBC The big read. También fue añadida a la lista de Great books of
20th century, publicada por Penguin books.
En 1984, la primera ministra Indira Gandhi presentó una demanda contra el libro en los tribunales británicos que difamaba con una sola frase. El caso se resolvió fuera de los tribunales cuando Salman Rushdie acordó eliminar la frase.